# ماري غوغنهايم
ماري غوغنهايم (بالإنجليزية: Peggy Guggenheim) (و. 1898 – 1979 م) هي جامعة تحف، وراعية الفنون، ونجمة اجتماعية أمريكية، ولدت في نيويورك، توفيت في البندقية، عن عمر يناهز 81 عاماً.

## روابط خارجية
- ماري غوغنهايم على موقع الموسوعة البريطانية (الإنجليزية)
- ماري غوغنهايم على موقع مونزينجر (الألمانية)
- ماري غوغنهايم على موقع إن إن دي بي (الإنجليزية)